# NGC 1137
NGC 1137 (другие обозначения — UGC 2374, MCG 0-8-43, ZWG 389.42, IRAS02514+0245, PGC 10942) — спиральная галактика (Sb) в созвездии Кит.
Этот объект входит в число перечисленных в оригинальной редакции «Нового общего каталога».
В галактике вспыхнула сверхновая SN 2010lp типа Ia, её пиковая видимая звездная величина составила 16,7.
Галактика NGC 1137 входит в состав группы галактик NGC 1137. Помимо NGC 1137 в группу также входят NGC 1153, IC 277, UGC 2441 и UGC 2446.